# Pseudonapomyza trilobata
Pseudonapomyza trilobata är en tvåvingeart som beskrevs av Mitsuhiro Sasakawa 1963. Pseudonapomyza trilobata ingår i släktet Pseudonapomyza och familjen minerarflugor. Inga underarter finns listade i Catalogue of Life.